# A Royal Family
A Royal Family er en amerikansk stumfilm fra 1915 af William Nigh.

## Medvirkende
- Fuller Mellish.
- Montagu Love.
- Anna Murdock som Angela.
- William Nigh.
- Lila Barclay.